# Distrito de Bijnor
Bijnor (en hindi; बिजनौर ज़िला, urdu; بجنور ضلع)) es un distrito de India en el estado de Uttar Pradesh. Código ISO: IN.UP.BI.
Comprende una superficie de 4 049 km².
El centro administrativo es la ciudad de Bijnor.

## Demografía
Según censo 2011 contaba con una población total de 3 683 896 habitantes.